# Olympische Sommerspiele 2004/Teilnehmer (Lesotho)
| Gelbes Symbol für Goldmedaillen mit stilisierten Olympischen Ringen | Graues Symbol für Silbermedaillen mit stilisierten Olympischen Ringen | Braundes Symbol für Bronzemedaillen mit stilisierten Olympischen Ringen |
| ------------------------------------------------------------------- | --------------------------------------------------------------------- | ----------------------------------------------------------------------- |
| —                                                                   | —                                                                     | —                                                                       |

Lesotho nahm an den Olympischen Sommerspielen 2004 in der griechischen Hauptstadt Athen mit vier Athleten teil.

## Teilnehmer nach Sportarten

### Leichtathletik
Marathon der Männer
- Mpesela Ntlot Soeu

Marathon der Frauen
- Mamokete Lechela

### Taekwondo
- Lineo Mochesane